# 세계에서 가장 살기 좋은 도시
세계에서 가장 살기 좋은 도시는 정의된 생활 조건 척도에 따라 순위가 매겨진 도시 목록이다. 깨끗한 물, 깨끗한 공기, 충분한 음식과 쉼터의 제공을 고려하는 것 외에도 많은 지수는 도시의 지역 사회 의식을 생성하고 모든 사람, 특히 청소년에게 사회적 기술, 자율성 및 정체성을 개발할 수 있는 환대 환경을 제공하는 능력을 포함한 보다 주관적인 요소도 측정한다.
일부 도시가 한 순위에는 나타나지만 다른 순위에는 나타나지 않는 이유는 종종 순위 간에 사용되는 기준이 다르기 때문이지만, 더 일반적으로는 유사한 요소에 부여된 가중치 차이와 관련이 있다.

## 같이 보기
- 세계도시
- 건강도시